# Brug 1729
Brug 1729 is een bouwkundig kunstwerk in Amsterdam-Noord.
De voet- en fietsbrug kan niet los gezien worden van de steeds uitdijende stad Amsterdam. Tot in de jaren zestig lag hier agrarisch gebied. Met de komst van de woonwijk Banne Buiksloot in de jaren zeventig kwam daaraan een eind. De IJdoornlaan werd doorgetrokken tot aan de Banne Buikslootlaan waarna de Nieuwe Gouw en landbouw/veeteeltgebied de stad ophield. In de jaren tachtig begonnen de werkzaamheden voor een aansluiting tussen die IJdoornlaan en de flink noordelijker gelegen Ringweg-Noord die om genoemde wijk heen moest. In korte tijd werd het gebied daaromheen heringericht rondom het aldaar al liggende "Sportpark Kadoelen". Om die terreinen bereikbaar te maken was er behalve de hoofdroute via brug 1726 een aantal nevenverbindingen nodig voor plaatselijk voet- en fietsverkeer.
Zo kwam hier een houten vaste brug die met brug 1730 een verbinding legde tussen de eerder genoemde woonwijk (ter hoogte van Midscheeps en Tussendek) en buurt/wijk Kadoelen met het Vikingpad. De brug was eenvoudig qua opzet. Er kwam een houten overspanning rustend op drie setjes van brugpijlers met jukken. Daarop stond een houten opbouw met houten liggers, balustraden en leuningen. Speciale aandacht kon uitgaan naar de bevestiging van de twee lantaarnpalen, die buiten de brug op de jukken gemonteerd zijn. De lantaarnpalen werden ontworpen door Friso Kramer, zoon van Piet Kramer, Sterenbergs voorganger bij Publieke Werken. Van deze bruggen lagen er tientallen in Amsterdam, ze waren niet altijd even goed bestand tegen verwering. Deze brug was in oktober 2022 nog steeds in dienst; brug 1730 in het verlengde was toen al gesloopt en deels vervangen.   
<<< · 1701 · 1702 · 1703 · 1704 · 1705 · 1706 · 1707 · 1708 · 1709 ·  1710 · 1711 · 1714 · 1715 · 1716 · 1717 · 1718 · 1719 · 1720 · 1721 · 1722 · 1723 · 1725 · 1726 · 1727 · 1728 · 1729 · 1730 · 1731 · 1732 · 1733 · 1734 · 1735 · 1736 · 1737 · 1738 · 1739 · 1741 · 1742 · 1743 · 1745 · 1746 · 1747 · 1748 · 1749 · 1750 · 1751 · 1752 · 1753 · 1754 · 1755 · 1756 · 1757 · 1764 · 1765 · 1766 · 1767 · 1768 · 1769 · 1770 · 1771 · 1772 · 1773 · 1774 · 1775 · 1776 · 1777 · 1778 · 1779 ·  1780 · 1781 · 1782 · 1783 · 1784 · 1785 · 1786 · 1787 · 1788 · 1791 · 1792 · 1793 · 1794 · 1795 · 1796 · 1797 · 1798 · 1799 · >>>
Brugnummers brug 1712, 1713, 1724, 1740, 1744, 1758, 1759, 1760, 1761, 1762, 1763, 1789, 1790 zijn niet (meer) vergeven.